# Erik Sökjer-Petersén
Erik Julius Sökjer-Petersén (Hyby, Svedala, 4 de desembre de 1887 – Åkarp, 17 d'abril de juny de 1967) va ser un tirador suec que va competir a començaments del segle xx.
El 1912 va prendre part en els Jocs Olímpics d'Estocolm, on disputà dues proves del programa de tir. Fou setè en la prova de tir al cérvol, doble tret i dotzè en la de tir al cérvol, tret simple.
Vuit anys més tard, una vegada finalitzada la Primera Guerra Mundial, va disputar una prova del programa de tir dels Jocs d'Anvers. En ella, la fossa olímpica per equips, guanyà la medalla de bronze.